# Jens Köppen
Jens Köppen (ur. 6 stycznia 1966 w Kyritz) – niemiecki wioślarz. Brązowy medalista olimpijski z Seulu.
Urodził się w NRD i do zjednoczenia Niemiec startował w barwach tego kraju. Zawody w 1988 były jego jedynymi igrzyskami olimpijskimi. Po medal sięgnął w czwórce podwójnej. Osadę tworzyli ponadto Steffen Zühlke, Steffen Bogs i Heiko Habermann. W 1985 zdobył srebrny medal mistrzostw świata w tej konkurencji. Brał udział w igrzyskach olimpijskich w 1992 w barwach Niemiec. Jego żona Kathrin Boron również była medalistką olimpijską.